# كريستي كانغ
كريستي كانغ (بالإنجليزية: Kristi Kang)‏ هي ممثلة أمريكية، ولدت في 24 مارس 1984 في أرلينغتون في الولايات المتحدة.

## وصلات خارجية
- كريستي كانغ على موقع IMDb (الإنجليزية)
- كريستي كانغ على موقع ANN person (الإنجليزية)

- الموقع الرسمي